# نامه به بابا نوئل ۲
نامه به بابا نوئل ۲ (لهستانی: Listy do M. 2) یک فیلم کمدی رمانتیک لهستانی به کارگردانی ماچئی دیچر است که در سال ۲۰۱۵ منتشر شد. این فیلم، دنبالهٔ نامه به بابا نوئل است. ماجراهای فیلم در شب کریسمس اتفاق می‌افتد، و زندگی شخصیت‌های فیلم اول را دنبال می‌کند و بر جنبه‌های مختلف عشق تمرکز دارد؛ همان‌طور که در فیلم نخست هم، داستان الهام‌گرفته از کمدی عاشقانه در واقع عشقبود، گرچه اتفاقات در آن فیلم‌ها متفاوت بودند.

## گزیدهٔ بازیگران
- ماچئی اشتور
- روما گونشوروفسکا
- توماش کارولاک
- آگنیشکا دیگانت
- پیوتر آدامچیک
- آگنیشکا واگنر
- وویچیخ مالایکات
- پاوئو ماواشینسکی
- کاتاژینا ژلینسکا
- کاتاژینا بویاکویچ
- یولیا وروبلفسکا
- ماچئی زاکوشچیلنی
- ماوگوژاتا کوژوخوفسکا
- مارچین پرخوچ
- ماگدالنا لامپارسکا
- نیکودم رزبیتسکی
- مارتا ژمودا تژبیاتوفسکا
- والدمار بواشچیک
- کاتاژینا خشانوفسکا
- سواوومیر هولاند
- ماوگوژاتا پیچینسکا
- کشیشتف استلماژیک
- پیوتر گوئوواتسکی
- آنا ماتیشاک
- ساوا فاوکوفسکا
- نوربرت راکوفسکی
- کشیشتف چچوت